# Molen van Aalbregtse
De Molen van Aalbrechtse is een ronde bakstenen molenromp die zich bevindt aan de Badhuisweg te Cadzand.
Deze in 1848 gebouwde windmolen was een grondzeiler en ze diende als korenmolen. Ze had een kettingkruiwerk, wat een zeldzaam mechanisme is dat enkel in Zeeuws-Vlaanderen en aangrenzend Oost-Vlaanderen te vinden is. Omstreeks 1920 werd het vervangen door een staartkruiwerk. In 1931 werd de molen onttakeld en later verdween ook de kap. Nog weer later werd de molen romp ingericht als een recreatiewoning en kreeg ze een merkwaardig platform.
Het markante bouwwerk heeft geen monumentstatus.